# Przyjaźń (Litwa)
Przyjaźń (lit. Vidiškės) – wieś na Litwie, w okręgu uciańskim, w rejonie ignalińskim. Położona jest ok. 4 km na północny wschód od Ignalina.

## Historia
W czasach zaborów dwór w gminie Daugieliszki, w powiecie święciańskim, w guberni wileńskiej Imperium Rosyjskiego. W 1905 roku liczył 40 mieszkańców, 2261 dziesięcin, własność Kamieńskiego.
W dwudziestoleciu międzywojennym majątek leżał w Polsce, w województwie wileńskim, w powiecie święciańskim, w gminie Daugieliszki.
W 1931 w 8 domach zamieszkiwało 58 osób.
Miejscowość należała do miejscowej parafii rzymskokatolickiej. Podlegała pod Sąd Grodzki w Święcianach i Okręgowy w Wilnie; właściwy urząd pocztowy mieścił się w Ignalinie.
W II Rzeczypospolitej znajdowała się w powiecie święciańskim, w województwie wileńskim.
W miejscowości znajduje się zbudowany w 1906 roku kościół pw. NMP oraz położony nad jeziorem Warnia dwór z parkiem, a także biblioteka i poczta.